# Osovský von Doubravitz

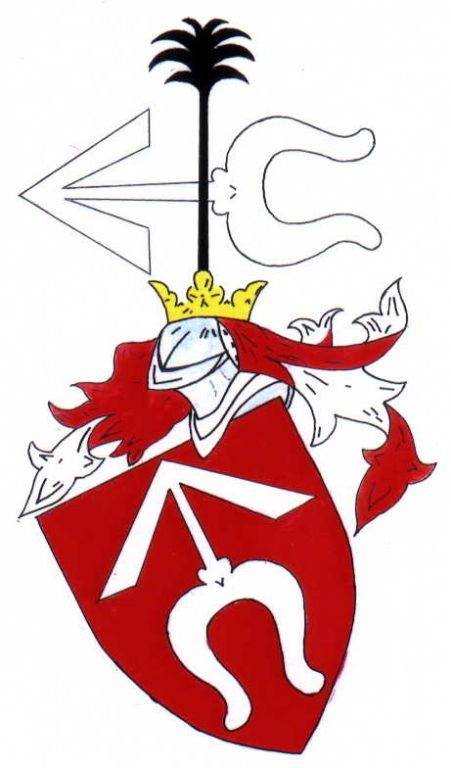
Wappen

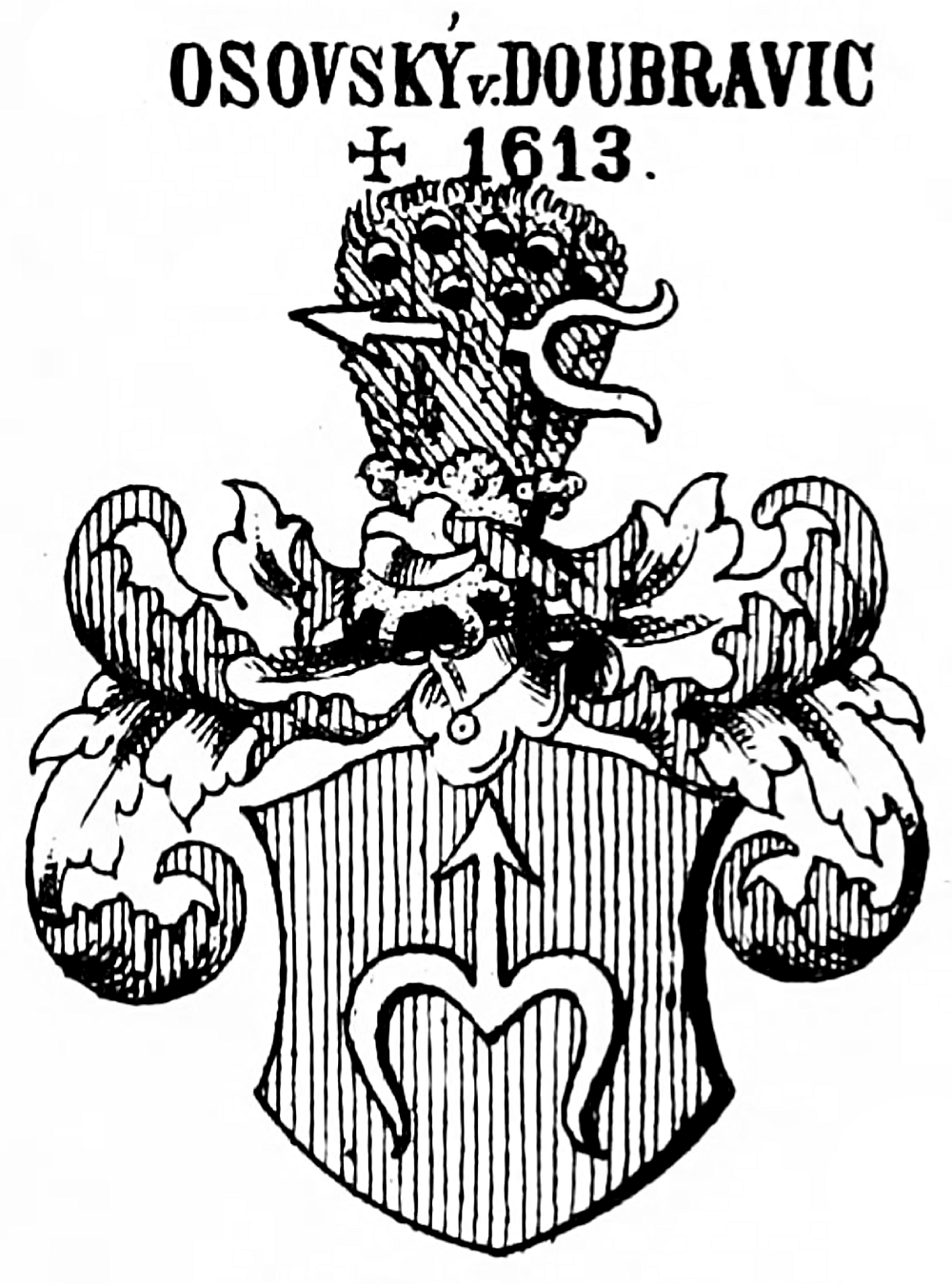

Osovský von Doubravitz, auch Osowsky von Doubrawitz, tschechisch: Osovští z Doubravice, war ein altes mährisches Adelsgeschlecht, das vermutlich im 16. Jahrhundert bedeutungslos wurde.

## Geschichte
Als Urahne wird der Ritter Zbyněk z Doubravice angenommen, genannt nach dem Dorf Doubravice bei Boskowitz, der an den Heereszügen des Johann von Luxemburg teilnahm. Doubravice wurde gegen Ende des 14. Jahrhunderts verkauft und 1415 die Festung Osova erworben. Später kauften sie Hrottowitz, Říčany, Kamnitz, Červená Lhota und Luka hinzu. Sie gehörten zu den Vertretern der Hussiten und des Königs Georg von Podiebrad. Mit Smil Osovský z Doubravice starb das Geschlecht 1613 aus. Katharina von Waldstein († 1637), die Witwe des Smil Osovský z Doubravice, heiratete 1614 Karl Herr von Zierotin.

## Wappen
Blasonierung: Das Wappen zeigt in Rot einen silbernen Flitschbogen. Auf dem Helm mit rot-silbernen Decken ein natürlichen Pfauenwedel quer durchsteckt mit der Schildfigur.